# Chì(IV) chloride
Chì(IV) chloride, chloride chì(IV) còn được gọi là chì tetrachloride hay tetrachloride chì, là một hợp chất vô cơ có công thức hóa học PbCl4. Đây là chất lỏng màu vàng, dầu có độ bền dưới 0 ℃ và phân hủy ở 50 ℃. Cấu trúc của nó là hình tứ diện, với chì là nguyên tử trung tâm. Các liên kết cộng hoá trị Pb–Cl đã được đo là 247 pm và năng lượng liên kết là 243 kJ⋅mol−1.

## Điều chế
Chì(IV) chloride có thể được tạo ra bằng phản ứng chì(II) chloride và acid chlorhydric, với sự có mặt của khí chlor, dẫn tới sự hình thành H2PbCl6. Sau đó chuyển sang muối amoni (NH4)2PbCl6 bằng cách thêm amoni chloride (NH4Cl). Cuối cùng, dung dịch được xử lý với acid sunfuric đậm đặc, để tách ra chì(IV) chloride. Loạt phản ứng này được tiến hành ở 0 ℃. Các phương trình sau đây minh họa phản ứng:
PbCl2 + 2HCl + Cl2 → H2PbCl6
H2PbCl6 + 2NH4Cl → (NH4)2PbCl6 + 2HCl
(NH4)2PbCl6 + H2SO4 → PbCl4 + 2HCl + (NH4)2SO4

## Phản ứng với nước
Không giống như cacbon tetrachloride, một chloride nhóm IVA khác (IUPAC: nhóm 14), chì(IV) chloride phản ứng với nước. Điều này là do nguyên tử trung tâm lớn hơn (Pb lớn hơn C) nên ít có sự lộn xộn và nước có thể dễ dàng phản ứng. Ngoài ra, do sự có mặt của các orbital trống trên nguyên tử Pb, oxy có thể liên kết với nó trước khi một liên kết Pb–Cl bị phá vỡ, do đó đòi hỏi ít năng lượng. Phương trình phản ứng như sau:
PbCl4 + 2H2O → PbO2 (r) + 4HCl (k)

## Tính ổn định
Chì(IV) chloride có khuynh hướng phân hủy tạo ra chì(II) chloride và khí chlor:
PbCl4 →  PbCl2 + Cl2 (k)
Có những báo cáo cho rằng phản ứng này có thể tiến triển nhanh và hợp chất được lưu trữ tốt nhất dưới dạng acid sunfuric tinh khiết ở -80 ℃ trong bóng tối.
Sự ổn định của trạng thái oxy hóa +4 giảm khi chúng ta đi từ trên xuống nhóm dưới bảng tuần hoàn này. Vì vậy trong khi cacbon tetrachloride là một hợp chất ổn định, với chì dẫn đến tình trạng oxy hóa +2 được ưa chuộng và PbCl4 nhanh chóng trở thành PbCl2. Thật vậy, hiệu ứng cặp trơ gây ra dẫn đến tình trạng oxy hóa +2 của nó: nguyên tử Pb mất tất cả các electron bề ngoài của p và kết thúc bằng một lớp vỏ bên ngoài ổn định.

## Độc tính
Chì là chất độc tích lũy. Chì(IV) chloride cũng như tất cả các hợp chất chì khác, "được dự đoán là các chất gây ung thư ở người" theo báo cáo Carcinogens, Twelfth Edition (2011). Chì có thể được hấp thụ bởi cơ thể thông qua một số đường, chủ yếu là hít phải nhưng đôi khi là ăn uống và tiếp xúc với da. Hợp chất chì cũng là teratogen.

## Hợp chất khác
PbCl4 còn tạo một số hợp chất với NH3, như PbCl4·2NH3 là bột màu trắng hay PbCl4·4NH3 là tinh thể hình kim màu vàng cam. Chúng đều ổn định trong không khí.